# Sclerodactylon macrostachyum
Genre
Espèce
Synonymes
- Eleusine macrostachya Benth.[2]
- Sclerodactylon juncifolium Stapf[2]

Sclerodactylon macrostachyum est une espèce de plantes monocotylédones de la famille des Poaceae, sous-famille des Chloridoideae, originaire d'Afrique orientale, de Madagascar et des îles de l'Océan Indien. C'est l'unique espèce du genre Sclerodactylon  (genre monotypique).
Ce sont des plantes herbacées vivaces, stolonifères aux tiges (chaumes) pouvant atteindre 60 cm de long, et aux inflorescences composées de  racèmes.

## Synonyme
- Eleusine macrostachya Benth.